# Église de la Nativité de Voulaines-les-Templiers
L'église Notre-Dame de la Nativité est une église catholique située à Voulaines-les-Templiers dans le département de la Côte-d'Or en France.

## Localisation
L'église est située dans la commune de Voulaines-les-Templiers (Côte-d'Or).

## Historique
La paroisse Notre-Dame de la Nativité était depuis 1107 possession de l'évêque de Langres.
L'église monumentale actuelle est entièrement rebâtie entre 1784 et 1786.
En 1831 eut lieu une reprise des travaux avec ajout d’un portique d'entrée à quatre colonnes.

## Description

### Architecture
Un portail à quatre colonnes soutient un fronton surbaissé.
Le clocher se termine par un dôme que surmonte une croix dont la hauteur est d'environ 40 mètres.
La nef principale éclairée par huit fenêtres garnies de vitraux est séparée par deux rangées de colonnes des deux bas-côtés qui se terminent par deux autels annexes.

### Mobilier
Le mobilier de l'église paroissiale de la Nativité (XIXe siècle) dont la chaire et les fonts baptismaux sont inscrits à l'Inventaire général du patrimoine culturel ainsi que :
- nombreux tableaux du XIXe siècle : saint Sébastien, sainte Catherine d'Alexandrie, sainte Elisabeth de Hongrie, saint Roch et l'ange, Jésus chez Marthe et Marie qui a eu les honneurs du Salon carré vers 1850 et la Remise du Rosaire à saint Dominique (XVIIe siècle)
- statuaire du XVIIe siècle : Christ en croix et Le Baiser de paix[1]

## Protection
L'église de la Nativité est inscrite à l'inventaire des monuments historiques par arrêté du 24 janvier 1991.